# Niermala Badrising
Niermala Badrising (sinh ngày 4 tháng 7 năm 1962) là một nhà ngoại giao và chính trị gia người Suriname. Bà là Bộ trưởng Bộ Ngoại giao của Suriname trong nội các của Tổng thống Dési Bouterse trong khoảng thời gian từ ngày 12 tháng 8 năm 2015 đến ngày 1 tháng 2 năm 2017.

## Thơ ấu và giáo dục
Badrising sinh ngày 4 tháng 7 năm 1962 tại Paramaribo. Năm 1987 Badrising có bằng thạc sĩ về Nghiên cứu Quốc tế ở Viện nghiên cứu xã hội quốc tế tại The Hague, Hà Lan. Năm 2007, bà có bằng thạc sĩ về Quan hệ và Ngoại giao quốc tế của Trường Luật và Ngoại giao Fletcher tại Đại học Tufts ở Hoa Kỳ. Bà cũng có bằng cử nhân luật của Đại học Anton de Kom ở Suriname, nơi bà học chuyên sâu về luật lao động quốc tế và quan hệ quốc tế.

## Sự nghiệp
Badrising bắt đầu làm việc cho Bộ Ngoại giao vào năm 1989. Bà tiếp tục làm việc ở đó cho đến năm 1996, trong đó có một nhiệm kỳ là Trưởng phòng Thống nhất tại Bộ Ngoại vụ. Từ năm 1998 đến 2012 Badrising làm việc với tư cách là cố vấn cao cấp và điều phối viên trưởng tại Văn phòng của Chủ tịch của Suriname.
Vào tháng 11 năm 2011, Badrising đã được chỉ định làm Đại diện thường trực của Suriname cho Tổ chức các quốc gia châu Mỹ, với sự đồng công nhận của Ngân hàng Phát triển liên Mỹ và Worldbank. Bà đảm nhận vị trí của mình vào tháng 1 năm 2012.
Vào ngày 13 tháng 8 năm 2015, bà đã đảm nhận vị trí Bộ trưởng Bộ Ngoại giao thay Winston Lackin. Vào ngày 1 tháng 2 năm 2017, chức Bộ trưởng của bà được thay thế bởi Yldiz Pollack-Beighle. Chính phủ Surinamese sau đó đã đề nghị bà làm đại sứ tại Hoa Kỳ.